# Non ti conosco più amore
Non ti conosco più amore è un film italiano del 1980 diretto da Sergio Corbucci
Il film è tratto da una commedia di Aldo De Benedetti che aveva già ispirato il film Non ti conosco più del 1936 con Elsa Merlini e Vittorio De Sica.

## Trama
Luisa è sposata con l'avvocato Paolo Malpieri e il loro matrimonio sembra procedere normalmente, fin quando lei, rincasando e trovando il marito sotto la doccia, lo tratta come un perfetto sconosciuto e lo accusa di essere un maniaco sessuale, facendo intervenire la polizia. Lo psichiatra Alberto Spinelli, che avrebbe dovuto prendere in cura Paolo, si rende facilmente conto che il problema è di Luisa e cerca di sottoporla a delle terapie; il problema si aggrava in quanto ben presto Luisa si mostra convinta che Alberto sia suo marito. Da quel momento, la vita dei coniugi è sconvolta: Alberto, convinto che Luisa abbia subito un trauma, la asseconda per cercare di guarirla; mentre Paolo, geloso, vuol riprendere il suo posto di consorte e teme che lo psichiatra possa approfittare della situazione.
Dopo varie disavventure (che coinvolgono anche un'eccentrica zia di Luisa, incapricciatasi di Paolo), Alberto intuisce che la causa del problema di Luisa è Allegra, la giovane e procace dattilografa di Paolo. Luisa si offre di sua spontanea volontà di ricostruire un evento preciso e lascia capire di aver intravisto lui e Allegra in atteggiamento inequivocabile attraverso una porta socchiusa. Dopo aver finito di raccontare il fatto, Luisa appare in grado di ricordare ogni cosa, riconoscendo Paolo come marito: in seguito confessa di non aver mai perso la memoria, e di aver escogitato uno stratagemma per punire il consorte del suo tradimento. I due si riconciliano, mentre Alberto, che in seguito alla lunga frequentazione aveva cominciato a innamorarsi della donna, rimane solo e sconsolato.